# Бунов Валентин Львович
Валенти́н Льво́вич Бу́нов (нар. 30 січня 1917, Херсон — пом. 14 березня 1997, Львів) — український графік. Член Спілки художників України від 1945 року.

## Біографія
Народився 17 [30] січня 1917 року в Херсоні. У 1934—1941 роках навчався в Харківському художньому інституті, у 1941—1943 роках — у Московському художньому інституті, у 1944—1945 роках — у Київському художньому інституті. Його педагогами були Василь Касіян, Сергій Бесєдін, Олексій Шовкуненко, Михайло Дерегус, Йосип Дайц.
Під час німецько-радянської війни працював у бригаді плакатистів художника Дмитрія Моора. Від 1945 року жив і працював у Львові, викладав у 1948—1978 роках в Українському поліграфічному інституті імені Івана Федорова. Від 1969 року — доцент кафедри оформлення книги. Серед учнів — Валерій Жаворонков, Іван Крислач, Іван Будз.
Учасник регіональних, республіканських, всесоюзних і міжнародних виставок. Серед персональних виставок: Уфа (1943), Львів (1965, 1979).
Мешкав у Львові в будинку на вулиці Київській, 18, квартира 8. Помер у Львові 14 березня 1997 року.

## Творчість
Працював переважно в жанрі міського та індустріального пейзажу, книжкової графіки. Створив серії:
- «Загорськ» (1944);
  - «Троїцько-Сергіївська лавра» (папір, туш; Національний художній музей України)[2];
- «Київ» (акварель, ліногравюра, 1944—1945);
- «Радянський Львів» (акварель, гуаш, ліногравюра, 1946—1949);
- «Індустріальний Львів» (1948);
- «Самарканд» (кольорова ліногравюра, 1957—1961);
- «Львівська сюїта» (1960);
- «Новобудови Львівщини» (1960);
- «Місця Шевченківські» (акварель, ліногравюра. 1962—1964);
- «Прибалтика», (1964—1970);
- «Херсон – порт», (1964—1970);
- «Карпати» (пастель, монотипія, 1964—1970);
- «Крим», (1967—1971);
- «Дніпровські береги» (пастель, монотипія, 1967—1971) та інші.

Картини:
- «Величне і земне» (1994);
- «Рибацька слобода» (1995);
- «Зимовий Львів» (1995).

Оформлював та ілюстрував книги для видавництв Києва, Львова, Ужгорода:
- «Новели» Л. Мартовича (1950) та В. Стефаника (1952);
- «Цвіркун на печі» (1958) і «Великі сподівання» (1959) Ч. Діккенса;
- «Сміливий хлопчик» З. Каменкович (1961) та інші.

Підготував альбоми «Іван Федоров» (Львів, 1949) та «Іван Франко» (Львів, 1956).